# 舞台事件
舞臺事件（stage event），戲劇專有名詞，簡稱為事件（event），是一個即時發生的，可以糾葛人物間矛盾衝突，改變人物關係與人物命運，改變或引發人物間的相互行動，並可能由此引發出新的舞臺事件的重要舞臺事實。

## 要素
舞臺事件首先是一個舞臺事實，而且是一個重要的舞臺事實；它作為一個重要舞臺事實的特殊性在於：
- 它在幕前即時發生，抑或即時發生在幕後，消息被帶到場上（例：《三姊妹》中，圖森巴赫的死是一個事件，然而決鬥並未發生在場上，他在決鬥中喪生的消息也是由別人帶至場上）；
- 它可以糾葛人物間矛盾衝突；
- 它可以改變人物關係與人物命運；
- 它可以改變或引發人物間的相互行動，並可能由此引發出新的舞臺事件。

簡而言之，在絕大部分戲劇流派的作品中，推動戲劇情節的動力來自於接連不斷的舞臺事件環扣而成的鏈條。

## 舞臺事件和舞臺事實的區別
舞臺事實一般是已知的，作為背景資料出現，是規定情境的一部分。而事件則具有即時性和更強的推動和扭轉的力量。比如，在《哈姆雷特》中，劇本開始老國王已經死去，這是一個舞臺事實；而老國王的鬼魂在哈姆雷特面前出現，使哈姆雷特萌生了復仇的計劃，這則是一個舞臺事件。

## 戲劇教育
舞臺事件，在中國中央戲劇學院導演系本科的教學中排在首要位置，並與音樂音響，畫面共同構成三個導演元素的訓練。

## 資料來源
- 中國中央戲劇學院導演系教材《導演學基礎教程》